# De Handboog
De Handboog is een rijksmonument aan de Koornmarkt in het centrum van de stad Delft, in de Nederlandse provincie Zuid-Holland. Het is een grachtenpand uit circa 1550.

## Geschiedenis
De gevel van het huis 'met de Handboogen', dat nu onderdeel is van een reeks studentenhuizen, was in de negentiende eeuw al populair bij Engelse toeristen. Het was toen nog een verwaarloosd pakhuis van een kuipersbedrijf aan de overkant van de gracht. Bij de restauratie van 1911 werd de gevel teruggebracht in de veronderstelde oorspronkelijke toestand. Tot 1625 was het pand, samen met het huidige Koornmarkt 83, onderdeel van de brouwerij van Cornelis Lambrechtsz van der Wel. Halverwege de achttiende eeuw woonde hier Bartholomeus van den Boogaart, soldijboekhouder van de VOC. Voor het verbouwd werd tot studentenhuis zat er de drukkerij NV Kadee.
Van het pand is een Delfts blauw KLM-huisje gemaakt (nummer 32 uit 1967).
Momenteel dient Koornmarkt 81 als studentenhuis. Waaronder bijvoorbeeld Huize de Koornmarkt van de studentenvereniging C.S.R zich gevestigd heeft. Bekende personen in dit huis zijn onder andere: Kwebbel, Andy en Dopey.

## Architectuur
Het pand, dat kort na de stadsbrand van 1536 is gebouwd, heeft een sterk gerestaureerde laat-gotische trapgevel met renaissance-ornamenten. Boven de vensters zijn er driepas-ontlastingsbogen met rijk geornamenteerde boogvullingen. Er is een overvloedige toepassing van natuurstenen banden en hoekblokken. De trappen en de veelhoekige pinakels van de topgevel zijn gereconstrueerd. De pui is tijdens de restauratie van 1911 gebouwd in quasi-achttiende-eeuwse stijl.

## Galerij

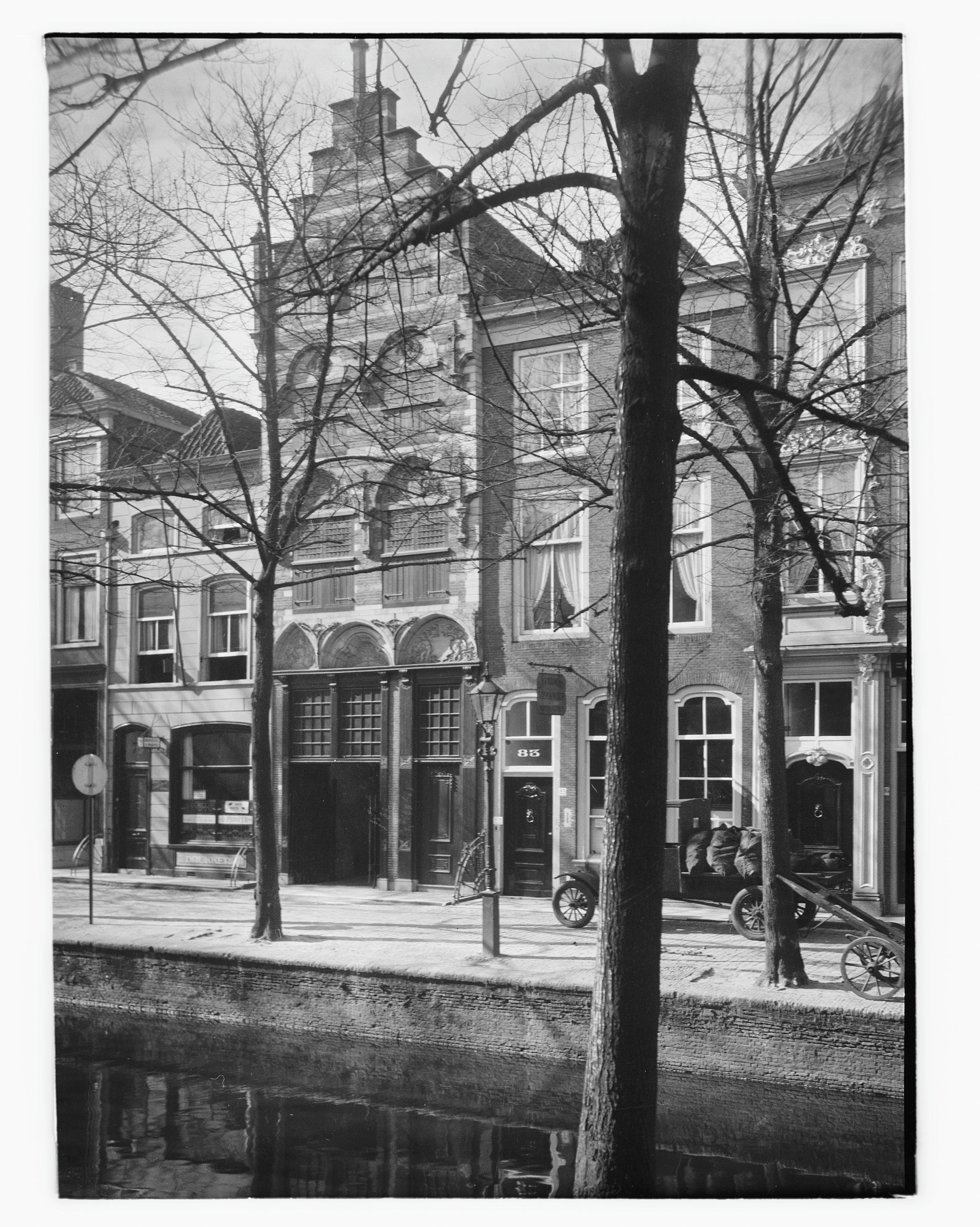
De voorgevel.
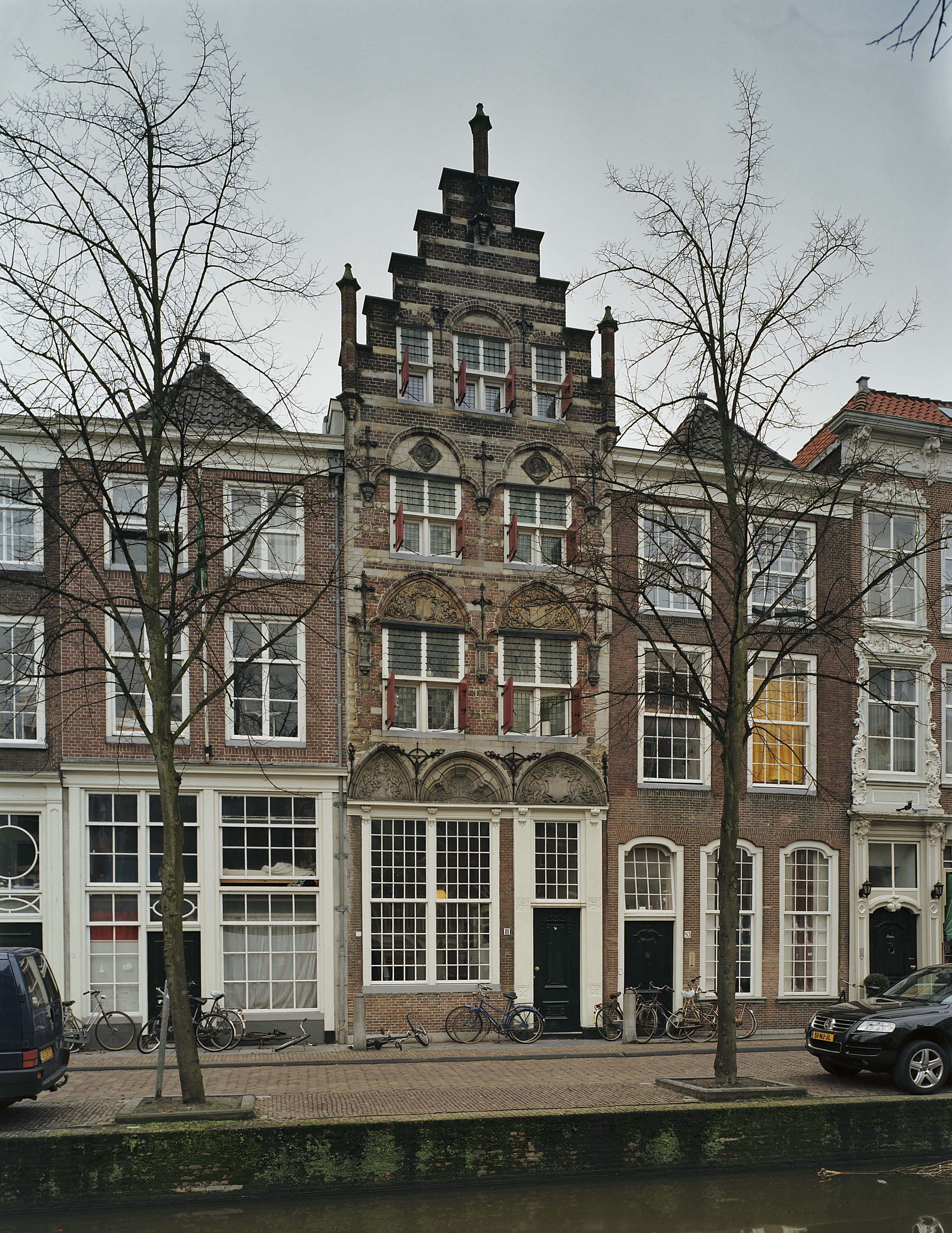
Voorgevel met boogvelden en pinakels
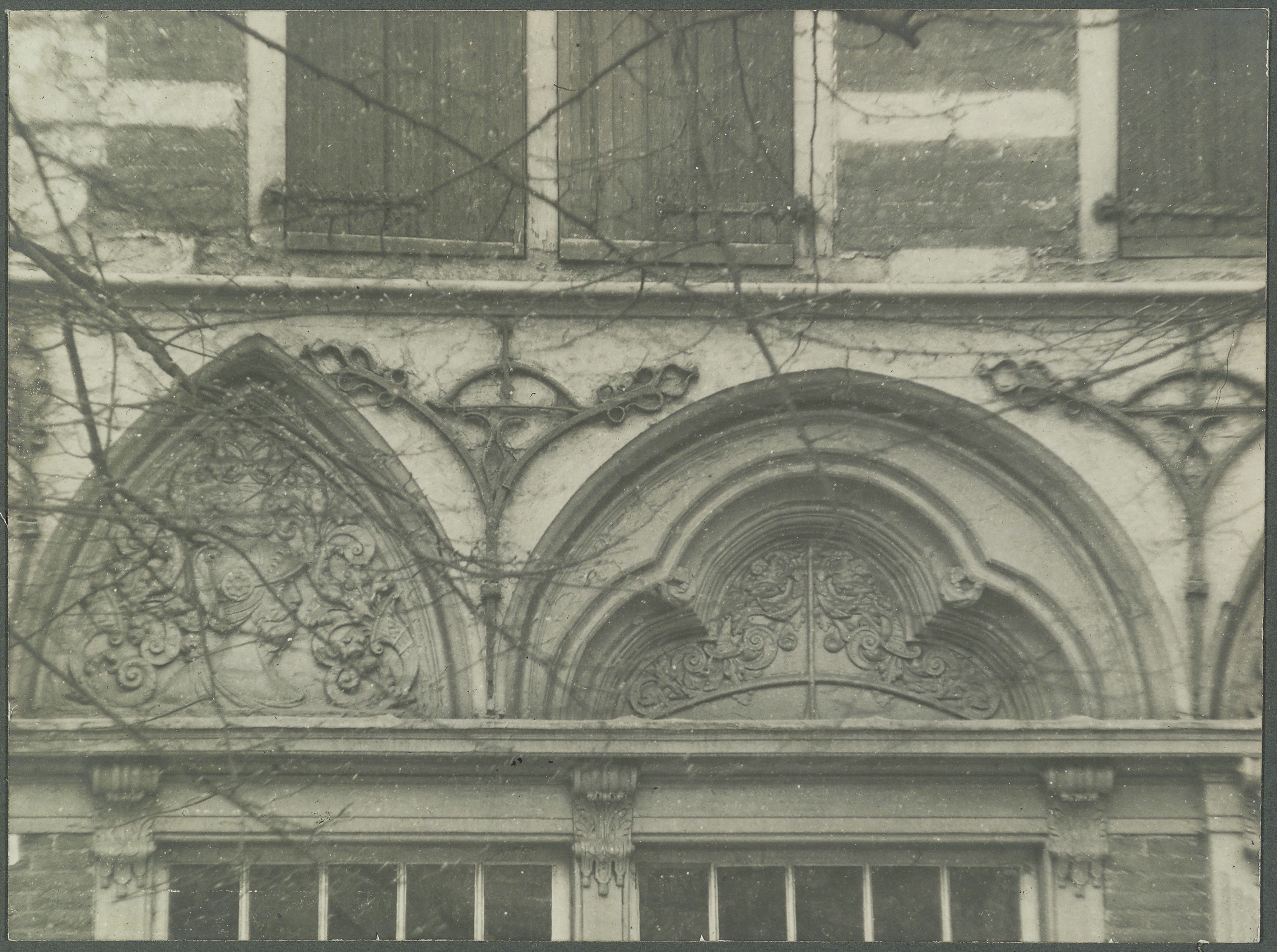
Detail van de originele boogvelden met sierankers boven de pui
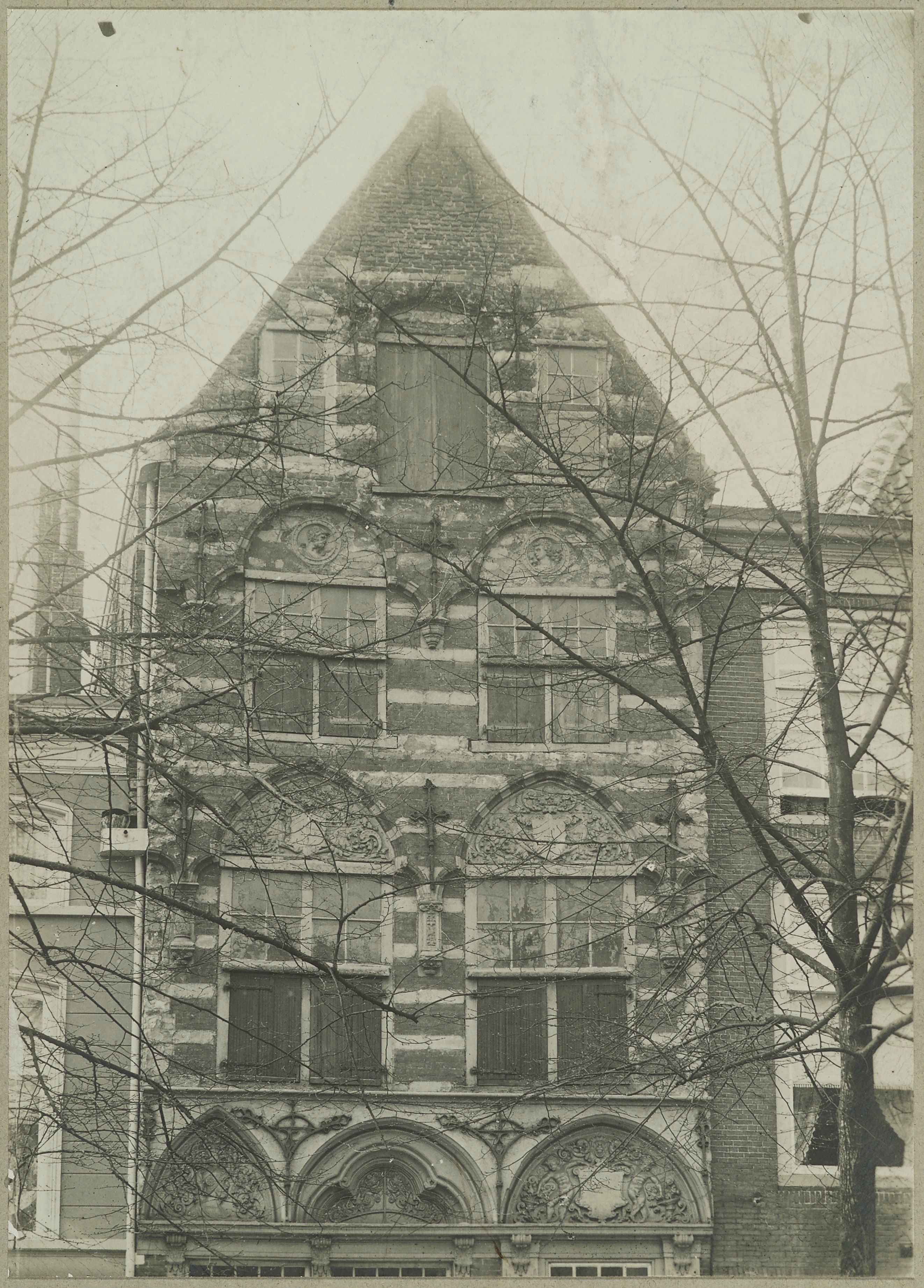
Bovengedeelte voorgevel, voor de restauratie van 1911.